# Polyrhachis derecyna
Polyrhachis derecyna é uma espécie de formiga do gênero Polyrhachis, pertencente à subfamília Formicinae.